# Сухинова, Ксения Владимировна
Ксе́ния Влади́мировна Сухи́нова (род. 26 августа 1987, Нижневартовск) — российская модель, телеведущая и участница конкурсов красоты. Победительница конкурса «Мисс Россия 2007», а также международного конкурса «Мисс Мира» в 2008 году.

## Биография
Родилась 26 августа 1987 года в Нижневартовске. В настоящее время живёт в Москве. Училась в государственном нефтегазовом университете. После его окончания Ксения получила диплом специалиста в области управления и информатики в технических системах. В детстве серьёзно занималась спортом, увлекалась художественной гимнастикой и бегом, а также имеет первый разряд по биатлону. Родители Ксении работают в нефтяной отрасли: отец, Владимир Гаврилович, — оператор технологических установок, мать, Наталья Александровна, работает в метрологической службе нефтесервисного предприятия. Имеет бабушку, которая живет в Тюмени.

## Конкурс красоты

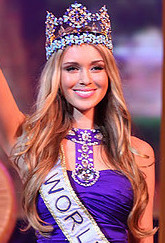
Мисс Мира — 2008

Когда училась на первом курсе ТГНГУ, руководитель центра развития студенческого творчества Виктор Гарабажий в течение полугода уговаривал её стать моделью театра моды «ш’Ателье». Перед конкурсом Мисс Нефтегаз Ксения уступила Виктору и приняла участие в соревновании. Там она заняла второе место, получив статус Вице-мисс. Позднее девушка стала Мисс имидж 2005, а затем моделью конкурса молодых дизайнеров «Русский силуэт». Там Сухинову заметили представители московского модельного агентства Point Management. Ксения подписала с ними контракт для работы за границей. Осенью 2007 года состоялся её дебют на Миланской неделе моды. 14 декабря 2007 года Ксения Сухинова приняла участие в финале национального конкурса Мисс Россия, где она стала победительницей. Начиная с декабря 2007 года, согласно обязательствам конкурса Мисс Россия 2007, Ксения принимает активное участие в социальных и благотворительных мероприятиях. Она присутствовала на пункте переливания крови, где награждала участников акции в День донора, поддерживала марш «Вместе против рака груди», организованный компанией Avon, и другие программы. Параллельно победительница конкурса «Мисс Россия» усиленно занималась хореографией и английским языком, а также регулярно участвовала в модных дефиле. В общей сложности подготовка к международному конкурсу заняла год.
Ксения завоевала титул «Мисс Мира 2008» на 58-м международном конкурсе красоты в Йоханнесбурге, который проходил 13 декабря 2008 года, оставив позади 111 участниц соревнования со всего света (второе место заняла «Мисс Тринидад и Тобаго», третье — «Мисс Индия»). Также Ксения стала третьей на конкурсе в купальниках. Корону Мисс мира Ксения получала в синем платье от Валентина Юдашкина. Сухинова — вторая россиянка, ставшая «Мисс мира» (в 1992 году этот конкурс выиграла Юлия Курочкина. Ещё одна россиянка, Оксана Фёдорова, завоевала титул «Мисс Вселенная» в 2002 году).

## После конкурса
В феврале 2009 года участвовала в американском благотворительном телешоу «Variety Telethon», во время которого происходит сбор денег для нуждающихся детей. вместе с другими ведущими вела 24-часовое шоу на английском языке. В 2009 году Ксения являлась лицом музыкального ежегодного конкурса «Евровидение», который проходил в Москве с 12 по 16 мая 2009 года. На плакатах и видеоткрытках представляла все 42 страны-участницы конкурса. Во время фотосессии Ксении пришлось сменить более 40 мэйк-апов и причёсок. Съемки проходили четыре дня. 21 августа 2009 года в Австралии Сухинова приняла участие в фотосессии для благотворительной акции Variety Bash. «Мы хотели, чтобы участники могли увидеть образ своей страны, воплощенный красивой русской девушкой. Благодаря определенным усилиям стилистов и визажистов этого проекта Ксения становилась похожей на девушек из разных стран Европы — была блондинкой, брюнеткой, шатенкой, смуглой, белокожей», — говорится в сообщении Эрнста, размещенном на сайте Первого канала.
12 декабря 2009 года в Йоханнесбурге, ЮАР передала корону Мисс Мира гибралтарке Кайяне Алдорино. После передачи короны Ксения работает в Доме моды у Валентина Юдашкина. 30 октября 2010 года в Санья (Китай) являлась одним из членов жюри на Мисс мира 2010. 2 ноября 2010 года она участвовала в открытии Volvo-Недели моды в Москве, продемонстрировав наряды из коллекции дизайнера. 4 декабря 2010 года Валентин Юдашкин представил новую линию ювелирных украшений Valentin Yudashkin Jewel. Ксения стала лицом рекламной кампании. Фотографом выступила дочь дизайнера Галина Юдашкина. Сухинова представила украшения из белого золота с черными и белыми бриллиантами круглой огранки — кулоны в форме логотипа Модного дома, подвески, серьги и кольца. Сухинова и Владимир Иванов стали лицами джинсовой коллекции Валентина Юдашкина. В рекламной кампании Ксюша предстала в образе яркой дивы с выбеленными бровями, пышными волосами и яркими губами. Арт-директором съемок стала Джулия Рестуан-Ройтфельд, дочь Карин Ройтфельд, стилистом — Джулия фон Бом, фотографом — Паола Кудаски.
В 2011 году университет ТГНГУ вручил Ксении свидетельство о присвоении статуса победителя всероссийского конкурса «Созвездие Нефтегаза», посвященного 55-летию ТИИ-ТюмГНГУ «за выдающийся вклад в укрепление имиджа ТюмГНГУ, развитие культурных связей и международного сотрудничества». Также Сухинова была внесена в реестр почетных выпускников университета. Также Сухинова приняла участие в 10-м ежегодном Балу цветов (Bal des Fleurs) на Лазурном берегу, на вилле Эфрусси-де-Ротшильд.
Долгое время работала в Нью-Йорке. Работала моделью в Европе.
По указу Президента РФ 2017 год объявлен годом экологии, и Сухинова вошла в состав рабочей группы Общественной палаты по экологическим вопросам.
В 2017 году стала Послом доброй воли Абхазии.
В 2017 году снялась в клипе российского певца Димы Билана на песню «Держи», съемки длились три дня в Лиссабоне (Португалия). А в 2018 году она появляется в новом клипе Билана «Девочка, не плачь», отснятом в марте на Кипре.

## Личная жизнь
- С 2008 года уже после победы на конкурсе «Мисс Мира» Ксения встречалась с миллионером Сергеем Говядиным[7]. С 2011 года пара проживала в особняке в Подмосковье, площадью 4000 квадратных метров, который Говядин построил специально для Ксении. В 2015 году стало известно о расставании Ксении и Сергея[13][14][15][16][17].
- 11 августа 2022 года родился сын Артём[18].